# Saint-Augustin-des-Bois
Saint-Augustin-des-Bois är en kommun i departementet Maine-et-Loire i regionen Pays de la Loire i nordvästra Frankrike. Kommunen ligger i kantonen Le Louroux-Béconnais som tillhör arrondissementet Angers. År 2022 hade Saint-Augustin-des-Bois 1 283 invånare.

## Befolkningsutveckling
Antalet invånare i kommunen Saint-Augustin-des-Bois
| Referens: INSEE |